# Isaac Milner

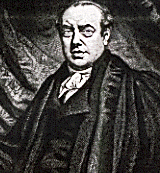
Isaac Milner

Isaac Milner (* 11. Januar 1750 in Leeds, England; † 1. April 1820 in Cambridge, England) war ein englischer Mathematiker, Erfinder, Präsident des Queens’ College, Cambridge, sowie ab 1798 Lucasischer Professor für Mathematik an der Cambridge University.
Milner war seit 1780 Mitglied (Fellow) der Royal Society sowie Dekan von Carlisle.